# Juana Bellanato
Juana Bellanato Fontecha (Madrid, 1925) es una investigadora química española. Se especializó en espectroscopía Infrarroja y Raman, aplicadas a diferentes problemas de interés científico, médico, farmacológico e industrial.

## Biografía
Nació en Madrid de padres manchegos (Moral y Calzada de Calatrava). Antes de la Guerra Civil vivía con su familia en Madrid, pero después, y debido a la situación compleja y bélica de la capital, ella y sus hermanas se trasladaron con su madre a Calzada de Calatrava. Allí pudo volver al colegio (suprimidas ya las clases en Madrid). En 1939, recién llegada a Madrid, continuó sus estudios de bachillerato, descubriendo su pasión por el estudio.
Sus padres apoyaron y animaron a sus hijas a que hicieran estudios superiores, algo totalmente inusual para esa época donde el porcentaje de mujeres que estudiaban en la Universidad era muy bajo y, por otra parte, la situación económica de las familias era muy precaria. Debido a sus buenísimas notas en el Bachillerato y Examen de Estado, Juana obtuvo becas y ayudándose también de clases particulares pudo estudiar Ciencias Químicas en la Universidad Complutense de Madrid (1944-1949). Al finalizar hizo cursos de doctorado, y en uno de ellos conoció al profesor Miguel Catalán Sañudo que impartía la asignatura de Espectroscopía y era además Jefe del Departamento de Espectroscopía del recién creado Instituto de Óptica "Daza de Valdés" del CSIC. También un reencuentro casual de una de sus hermanas con José Barceló, antiguo profesor suyo en el Instituto Isabel la Católica, y que estaba trabajando a tiempo parcial en el Instituto de Óptica, ayudó a la orientación científica futura de Juana. Inició su Tesis Doctoral en Espectroscopía bajo la dirección del profesor Barceló, siendo Padrino de la misma el profesor Catalán.
Finalizada la tesis obtuvo una plaza de Ayudante de Investigación en el Instituto de Óptica, dando inicio a una fructífera carrera científica. Realizó varias estancias en instituciones científicas europeas de prestigio, la primera de quince meses, en el Institut für Physikalische Chemie en la ciudad de Friburgo (Alemania). Durante esta estancia pudo conocer a personas tan relevantes de la época como Karl Rahner, Abbé Pierre, y sobre todo al Premio Nobel de Física 1930 C.V. Raman, descubridor del efecto Raman y a la sazón de la técnica espectroscópica que lleva su nombre, técnica, junto con la de la espectroscopía infrarroja, con las que Juana trabajó muchos años. También realizó una estancia en la Universidad de Oxford (Gran Bretaña) donde tuvo la oportunidad de conocer al premio Nobel de Química Sir Cyril Norman Hinshelwood y trabajar con Sir Harold Thompson en el "Physical Chemistry Laboratory".
Después de Ayudante de Investigación, pasó a ser Colaboradora eventual del Patronato Alfonso X el Sabio, Colaboradora Científica del Patronato Juan de la Cierva, Investigadora Científica del mismo Patronato y finalmente, Profesora de Investigación del Instituto de Óptica "Daza de Valdés" del CSIC. Tras jubilarse,fue doctora vinculadoa ad honorem en el Instituto de Óptica y después en el de Estructura de la Materia.
Sus estudios con radiación infrarroja aplicada a diferentes estructuras moleculares han servido para analizar alimentos (cerveza, lácteos, aceites, vinos, etc.), microorganismos, cálculos urinarios, medicamentos y materiales de muy diferentes sectores industriales. Ha publicado más de 175 trabajos en revistas especializadas, publicado un libro en colaboración y escrito capítulos de varios libros científicos. Ha dirigido y colaborado en varios Proyectos de Investigación. También ha ayudado a muchos estudiantes en su formación científica.
A lo largo de su carrera científica, ha asistido y participado con presentación de trabajos en numerosos Congresos y Reuniones Internacionales y Nacionales de diversas especialidades.
Tuvo diferentes cargos de responsabilidad como Encargada de la Sección de Espectros Moleculares y del Laboratorio de Espectroscopía Molecular (1975-1979) y Jefa de la Unidad Estructural de Espectroscopía Molecular del Instituto de Óptica (1979-1990). Fue Presidenta del Comité Español de Espectroscopía (1985-1988) y Vicepresidenta del Grupo Español de Espectroscopía (1985-1988) y, finalmente, Presidenta del Grupo Español de Espectroscopía (1990-1995).
Además de espectroscopista, realizó estudios de Teología que terminó en 1993 en la Universidad Pontificia de Comillas. Colabora en la Cátedra de Bioética de dicha Universidad. También colabora en la traducción de escritos del inglés, francés y alemán al español.

## Premios y reconocimientos
- Premio Perkin Elmer al Mejor Trabajo de Espectroscopía de Absorción Junto al profesor A. Hidalgo. 1968.
- Medalla de Plata del Comité Español de Espectroscopía (SEDO). 1996.
- Socio de Honor y Medalla de Plata de la Sociedad Española de Óptica (SEDO). 2002.
- Medalla de la Real Sociedad Española de Química. 2003.
- Premio Jesús Morcillo Rubio de la Reunión Nacional de Espectroscopía, patrocinado por Bruker. 2006.[2]
- Placa Institucional del CSIC. 2006
- Insignia de Oro y Brillante de la Asociación de Químicos de Madrid (ANQUE) en 2007
- Reconocimiento Mayores Magníficos. Consejería de Asuntos Sociales. Comunidad de Madrid en 2013[3]
- Recibió la medalla honorífica de la Cátedra de Bioética de la Universidad Pontificia de Comillas en 2013.[4]